# خواجة غير
خواجة غير (بالفارسية: خواجه‌گیر) هي قرية تقع في قسم ليراوي الشمالي الريفي (مقاطعة ديلم) في إيران. يقدر عدد سكانها بـ 48 نسمة بحسب إحصاء 2016.